# Jean-Baptiste Jacquin
Pour les articles homonymes, voir Jacquin.
Jean Baptiste Jacquin, né le 16 décembre 1759 à Bonnencontre (Côte d'Or), mort le 3 mars 1841 à Fontainebleau (Seine-et-Marne), est un général français de la Révolution et de l’Empire.

## États de service
Il entre en service le 3 décembre 1771, comme soldat au 10e régiment de chasseurs, il passe brigadier le 16 février 1786, maréchal des logis le 9 janvier 1787 et maréchal des logis-chef le 1er mai 1792.
Il est nommé sous-lieutenant le 16 mai 1793 à l’armée du Rhin, et il se distingue le 17, où il prend deux pièces de canon lors du combat d’Horcheim près de Landau. Lieutenant le 17 août suivant, il passe capitaine le 13 septembre 1793, et il rejoint l’armée des Alpes, puis l’armée d'Italie en 1795. Le 10 mai 1796, lors du passage du pont de Lodi, il charge l’ennemi et lui fait 200 prisonniers. Le 22 du même mois, il enlève une compagnie de 104 Autrichiens à Crema. Le 30 mai 1796, au passage du Mincio, il est blessé d’un coup de feu dans la cuisse en s’emparant d’une pièce de canon et des servants.
Le 6 janvier 1797, il est nommé chef d’escadron par le général Bonaparte, il est au passage de la Piave, ainsi qu’à l’affaire de Gradisca. Le 3 mai 1800, il reçoit trois coups de sabre en chargeant l’ennemi, lui fait 25 prisonniers et dégage une batterie de 4 pièces qui avait été enveloppée.  
Le 2 septembre 1803, il est affecté dans la légion de gendarmerie d’élite de la Garde des consuls, et il est fait officier de la Légion d’honneur le 14 juin 1804. Le 6 juillet 1804, il devient major avec rang de colonel, et il participe avec la Garde impériale à la campagne d’Autriche, de Prusse et de Pologne. Il est promu général de brigade le 30 mai 1808, à l’armée d’Espagne, et il est admis à la retraite le 10 novembre suivant. Il est créé baron de l’Empire le 22 novembre 1808.
Il meurt le 3 mars 1841 à Fontainebleau.

## Sources
- (en) « Generals Who Served in the French Army during the Period 1789 - 1814: Eberle to Exelmans »
- Thierry Pouliquen, « Les généraux français et étrangers ayant servis [sic] dans la Grande Armée » (consulté le 26 janvier 2014)
- « Cote LH/1345/48 », base Léonore, ministère français de la Culture
- A. Lievyns, Jean-Maurice Verdot et Pierre Bégat, Fastes de la Légion-d'honneur, biographie de tous les décorés accompagnée de l'histoire législative et réglementaire de l'ordre, tome 5, Bureau de l’administration, 1847, 575 p. (lire en ligne), p. 438.
- Vicomte Révérend, Armorial du premier empire, tome 3, Honoré Champion, libraire, Paris, 1897, p. 336.